# Slanec
Slanec é um município da Eslováquia, situado no distrito de Košice-okolie, na região de Košice. Tem 20,46 km² de área e sua população em 2018 foi estimada em 1.510 habitantes.

## Demografia
| Ano:        | 1994 | 2004   | 2014   | 2024   |
| ----------- | ---- | ------ | ------ | ------ |
| Broj ljudi: | 1231 | 1315   | 1445   | 1500   |
| Razlika:    |      | +6,82% | +9,88% | +3,80% |

| Ano:               | 2023 | 2024   |
| ------------------ | ---- | ------ |
| Número de pessoas: | 1481 | 1500   |
| Diferença:         |      | +1,28% |